# Eliteserien 2000
La Eliteserien 2000, nota anche come Tippeligaen 2000 per ragioni di sponsorizzazione, fu la cinquantacinquesima edizione della Eliteserien, massima serie del campionato norvegese di calcio. Vide la vittoria finale del Rosenborg, al suo quindicesimo titolo, il nono consecutivo. Capocannoniere del torneo fu Thorstein Helstad (Brann), con 18 reti.

## Stagione

### Novità
Dalla Eliteserien 1999 vennero retrocessi lo Strømsgodset (dopo aver perso lo spareggio promozione/retrocessione), lo Skeid e il Kongsvinger, mentre dalla 1. divisjon 1999 vennero promossi l'Haugesund, il Bryne e lo Start (vincitore dello spareggio promozione/retrocessione).

### Formula
Le quattordici squadre partecipanti si affrontarono in un girone all'italiana con partite di andata e di ritorno, per un totale di 26 giornate. La prima classificata, vincitrice del campionato, veniva ammessa alla UEFA Champions League 2001-2002, assieme alla seconda classificata. La terza classificata veniva ammessa alla Coppa UEFA 2001-2002, assieme al vincitore della Coppa di Norvegia. La dodicesima classificata disputava uno spareggio promozione/retrocessione con la terza classificata in 1. divisjon. Le ultime due classificate venivano retrocesse direttamente in 1. divisjon.

## Squadre partecipanti
| Club         | Stagione | Città        | Stagione 1999            |
| ------------ | -------- | ------------ | ------------------------ |
| Bodø/Glimt   | dettagli | Bodø         | 9º posto in Eliteserien  |
| Brann        | dettagli | Bergen       | 3º posto in Eliteserien  |
| Bryne        | dettagli | Bryne        | 2º posto in 1. divisjon  |
| Haugesund    | dettagli | Haugesund    | 1º posto in 1. divisjon  |
| Lillestrøm   | dettagli | Lillestrøm   | 4º posto in Eliteserien  |
| Molde        | dettagli | Molde        | 2º posto in Eliteserien  |
| Moss         | dettagli | Moss         | 10º posto in Eliteserien |
| Odd Grenland | dettagli | Skien        | 7º posto in Eliteserien  |
| Rosenborg    | dettagli | Trondheim    | Campione di Norvegia     |
| Stabæk       | dettagli | Bærum        | 5º posto in Eliteserien  |
| Start        | dettagli | Kristiansand | 3º posto in 1. divisjon  |
| Tromsø       | dettagli | Tromsø       | 6º posto in Eliteserien  |
| Vålerenga    | dettagli | Oslo         | 11º posto in Eliteserien |
| Viking       | dettagli | Stavanger    | 8º posto in Eliteserien  |

## Classifica finale
|  | Pos. | Squadra      | Pt | G  | V  | N  | P  | GF | GS | DR  |
|  | ---- | ------------ | -- | -- | -- | -- | -- | -- | -- | --- |
|  | 1.   | Rosenborg    | 54 | 26 | 16 | 6  | 4  | 61 | 26 | +35 |
|  | 2.   | Brann        | 47 | 26 | 14 | 5  | 7  | 53 | 40 | +13 |
|  | 3.   | Viking       | 45 | 26 | 13 | 6  | 7  | 51 | 39 | +12 |
|  | 4.   | Tromsø       | 44 | 26 | 13 | 5  | 8  | 51 | 46 | +5  |
|  | 5.   | Stabæk       | 42 | 26 | 12 | 6  | 8  | 59 | 33 | +26 |
|  | 6.   | Lillestrøm   | 40 | 26 | 11 | 7  | 8  | 42 | 29 | +13 |
|  | 7.   | Molde        | 40 | 26 | 11 | 7  | 8  | 46 | 47 | -1  |
|  | 8.   | Odd Grenland | 38 | 26 | 11 | 5  | 10 | 40 | 31 | +9  |
|  | 9.   | Moss         | 32 | 26 | 8  | 8  | 10 | 38 | 44 | -6  |
|  | 10.  | Bodø/Glimt   | 28 | 26 | 6  | 10 | 10 | 48 | 59 | -11 |
|  | 11.  | Bryne        | 27 | 26 | 7  | 6  | 13 | 32 | 60 | -28 |
|  | 12.  | Vålerenga    | 24 | 26 | 5  | 9  | 12 | 32 | 44 | -12 |
|  | 13.  | Start        | 21 | 26 | 5  | 6  | 15 | 40 | 66 | -26 |
|  | 14.  | Haugesund    | 19 | 26 | 5  | 4  | 17 | 33 | 62 | -29 |

Legenda:
      Campione di Norvegia e ammessa alla UEFA Champions League 2001-2002
      Ammessa alla UEFA Champions League 2001-2002
      Ammessa alla Coppa UEFA 2001-2002
 Ammessa allo spareggio promozione/retrocessione
      Retrocessa in 1. divisjon 2001
Note:
Tre punti a vittoria, uno a pareggio, zero a sconfitta.

## Risultati
|              | Ros  | Bra  | Vik  | Tro  | Stb  | Lil  | Mol  | Odd  | Mos  | Bod  | Bry  | Vål  | Sta  | Hau  |
| ------------ | ---- | ---- | ---- | ---- | ---- | ---- | ---- | ---- | ---- | ---- | ---- | ---- | ---- | ---- |
| Rosenborg    | –––– | 4-4  | 1-2  | 1-1  | 3-0  | 2-1  | 0-1  | 2-0  | 5-1  | 2-1  | 9-0  | 2-1  | 1-2  | 4-1  |
| Brann        | 1-1  | –––– | 4-1  | 2-0  | 2-2  | 0-2  | 4-0  | 0-0  | 2-0  | 0-2  | 0-0  | 3-1  | 2-1  | 2-1  |
| Viking       | 0-1  | 2-6  | –––– | 2-1  | 1-4  | 1-1  | 0-1  | 2-1  | 1-2  | 2-0  | 3-0  | 1-1  | 3-0  | 4-1  |
| Tromsø       | 2-0  | 4-1  | 2-5  | –––– | 2-1  | 1-1  | 0-1  | 2-0  | 3-0  | 4-1  | 3-0  | 1-1  | 3-2  | 5-2  |
| Stabæk       | 0-2  | 7-1  | 1-1  | 2-3  | –––– | 0-2  | 6-1  | 1-2  | 2-0  | 6-1  | 2-0  | 4-0  | 1-0  | 2-0  |
| Lillestrøm   | 0-2  | 1-2  | 0-1  | 6-0  | 0-0  | –––– | 1-1  | 2-0  | 1-0  | 3-3  | 1-1  | 2-1  | 4-0  | 4-1  |
| Molde        | 0-1  | 1-3  | 0-0  | 3-3  | 2-4  | 0-2  | –––– | 3-2  | 0-3  | 7-1  | 1-1  | 2-1  | 3-3  | 2-1  |
| Odd Grenland | 0-3  | 2-0  | 2-3  | 3-0  | 2-0  | 2-1  | 3-0  | –––– | 2-2  | 2-2  | 4-2  | 4-0  | 3-0  | 4-2  |
| Moss         | 1-1  | 3-2  | 1-5  | 4-0  | 1-1  | 0-0  | 0-1  | 0-0  | –––– | 1-6  | 5-0  | 2-1  | 4-0  | 2-2  |
| Bodø/Glimt   | 0-3  | 3-2  | 1-2  | 1-4  | 3-3  | 3-0  | 2-2  | 1-2  | 4-1  | –––– | 1-1  | 0-0  | 3-4  | 2-2  |
| Bryne        | 3-3  | 0-3  | 0-3  | 2-3  | 2-1  | 4-2  | 1-3  | 1-0  | 2-0  | 1-2  | –––– | 1-0  | 4-2  | 1-0  |
| Vålerenga    | 2-2  | 0-1  | 3-1  | 4-1  | 0-0  | 0-1  | 1-5  | 0-0  | 2-2  | 1-1  | 2-2  | –––– | 3-0  | 2-0  |
| Start        | 1-3  | 0-2  | 4-4  | 1-1  | 2-5  | 3-4  | 2-2  | 1-0  | 1-1  | 2-2  | 4-2  | 2-3  | –––– | 1-2  |
| Haugesund    | 1-3  | 2-4  | 1-1  | 0-2  | 0-4  | 1-0  | 2-4  | 1-0  | 0-2  | 2-2  | 3-1  | 4-2  | 1-2  | –––– |

## Spareggio promozione/retrocessione
Allo spareggio vennero ammessi il Vålerenga, dodicesimo classificato in Eliteserien, e il Sogndal, terzo classificato in 1. divisjon. Il Sogndal vinse gli spareggi e venne promosso in Eliteserien, con la conseguente retrocessione del Vålerenga in 1. divisjon.
|           | Risultati   |           | Luogo e data    |
| --------- | ----------- | --------- | --------------- |
| Sogndal   | 1 - 1       | Vålerenga | 25 ottobre 2000 |
| Vålerenga | 2 - 2 (gfc) | Sogndal   | 30 ottobre 2000 |
|           |             |           |                 |

## Statistiche

### Classifica marcatori
| Gol |  |  | Giocatore           | Squadra    |
| --- |  |  | ------------------- | ---------- |
| 18  |  |  | Thorstein Helstad   | Brann      |
| 15  |  |  | Ríkharður Daðason   | Viking     |
| 15  |  |  | Tryggvi Guðmundsson | Tromsø     |
| 15  |  |  | Magne Hoseth        | Molde      |
| 13  |  |  | Tommy Bergersen     | Bodø/Glimt |
| 13  |  |  | Erik Nevland        | Viking     |
| 13  |  |  | Bengt Sæternes      | Bodø/Glimt |